# Kobarid
Kobarid (Duits: Karfreit; Italiaans: Caporetto; Friulisch; Cjaurêt) is een gemeente in de regio Goriška niet ver van Bovec in het noordwesten van Slovenië. Verder naar het oosten ligt Tolmin.
De gemeente telde tijdens de volkstelling in 2002 4472 inwoners. Kobarid omvat 33 woonkernen.

## Geschiedenis
Kobarid is vooral bekend geworden door de slag bij Caporetto in de Eerste Wereldoorlog, van 24 oktober tot 9 november 1917, waar de Italiaanse legers, die het gebied eerder hadden veroverd, een zware nederlaag leden tegen de Oostenrijks-Hongaarse en Duitse legers.
Na de Eerste Wereldoorlog werd Kobarid of Caporetto, dat eeuwenlang tot Oostenrijk had behoord, een deel van Italië. In 1947 moest Italië het als gevolg van de Tweede Wereldoorlog aan Joegoslavië afstaan. In dat land behoorde Kobarid tot de deelrepubliek Slovenië.   

## Bezienswaardigheden
Kobarid is een stadje aan de rivier de Soča. Die stroomt in Kobarid wat langzamer, waardoor er veel kanovaarders komen.
Aan Gregorčičeva 10 is een museum over de Eerste Wereldoorlog, met een diavoorstelling. Op een portret in het trappenhuis staat Ernest Hemingway. Hij was vrijwilliger bij de Italiaanse EHBO aan het Isonzofront, waar het Italiaanse leger in 1917 een zware nederlaag leed tegen de Duits-Oostenrijkse alliantie.
Bij de kerk is een monument voor gevallen Italiaanse soldaten, Italijanska kostnica.

## Bekende personen
In Kobarid was jarenlang de kapelaan-dichter Simon Gregorčič werkzaam. Hij moedigde zijn jonge plaatsgenoot Josip Pagliaruzzi in diens dichtwerk aan. Pagliaruzzi, die als opvolger van Anton Aškerc geldt, is op de begraafplaats van Kobarid bijgezet. In het dorp Breginj is de politicus Jožef Školč geboren. Idrsko is dan weer de geboorteplaats van schrijver en priester Ivan Stres.

## Plaatsen in de gemeente
Avsa, Borjana, Breginj, Drežnica, Drežniške Ravne, Homec, Idrsko, Jevšček, Jezerca, Kobarid, Koseč, Kred, Krn, Ladra, Libušnje, Livek, Livške Ravne, Logje, Magozd, Mlinsko, Perati, Podbela, Potoki, Robidišče, Robič, Sedlo, Smast, Stanovišče, Staro selo, Sužid, Svino, Trnovo ob Soči, Vrsno.

## Externe links

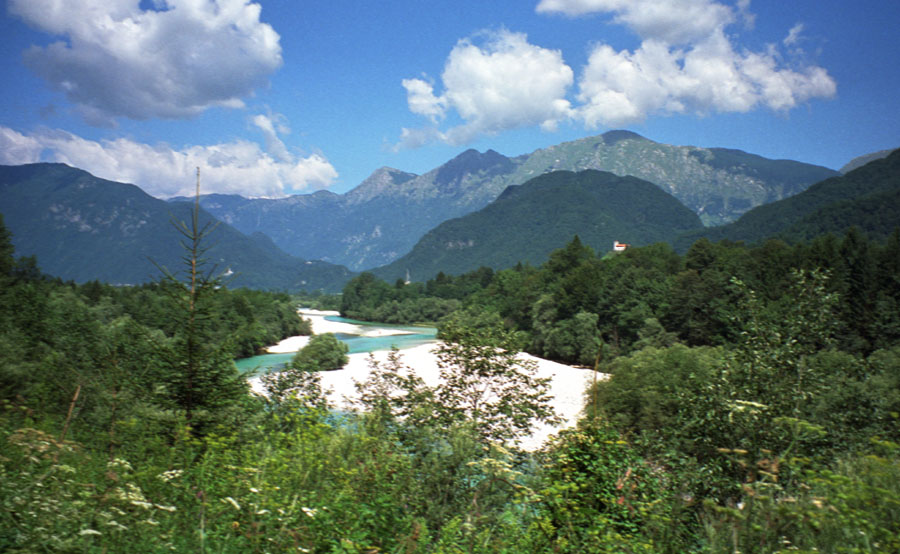
De Soča bij Kobarid